# Evangelion (mech)
W serii anime Neon Genesis Evangelion, Evangeliony (w skrócie Evy lub EVy), to mechy pilotowane przez dzieci wybierane przez NERV. Nie są to zwykłe mechaniczne roboty, ale biomechaniczne hybrydy z wieloma częściami biologicznymi współistniejącymi z mechaniczną infrastrukturą. Ich ciało jest rzadko widoczne, ponieważ pokryte jest rozciągliwą, polimerową obudową, pancerzem i ogranicznikami. Mają one humanoidalną budowę i mogące budzić przerażenie maski. Evy zostały stworzone przez NERV dla obrony Tokyo-3.
Wysokość jednostek Eva to około 50 metrów. Można to wywnioskować z wielu rzeczy: wielkość dłoni w porównaniu do ludzi, odcisk stopy Sachiela, rozmiary Entry Plugów i porównania do budynków, broni, pojazdów, statków i helikopterów. W niektórych scenach mogą wyglądać na większe w celu uzyskania bardziej dramatycznego efektu. Mają one bardzo duże możliwości. Potrafią z łatwością wyskoczyć ponad swoją własną wysokość i skakać na odległość kilkuset metrów. Jako źródła zasilania używają wbudowanych baterii lub są podłączone kablem (nazywanym pępowiną) do źródła energii. Pod koniec serialu używają także silnika S² (Jednostka 01 i Evangeliony Seryjnej Produkcji). Ich zapotrzebowanie na moc to prawdopodobnie około 200 Megawatów. Ich wbudowane baterie wystarczają tylko na minutę pełnego używania i na pięć minut w trybie mniejszego poboru energii albo na szesnaście godzin w trybie podtrzymywania życia. Mogą zostać podłączone także dodatkowe baterie, które dodatkowo wydłużają czas działania Evy bez podłączonego kabla.
Evangeliony są kontrolowane przez bezpośrednie impulsy nerwowe pochodzące od pilota przez urządzenie łączące najważniejszy w tym wypadku nerw: A10. Piloci także otrzymują impulsy, odczuwając ból, kiedy Evangelion jest uszkadzany. Pomimo zwykle poprawnej kontroli poprzez impulsy nerwowe, występowały przypadki kiedy Evy przechodziły w tryb „berserk” – mianowicie Jednostka 01. W tym stanie Eva ignoruje zapotrzebowanie na energię i możliwości pilota.
Po japońsku, jednostki 00, 01 itd. nazywane są zerogōki, shogōki itd., co dosłownie znaczy właśnie jednostka 0, jednostka 1 itd.
Później w serialu pokazane jest, że Evangeliony pochodzą od pierwszego Anioła, Adama. Jednostka 01 stanowi wyjątek, ponieważ pochodzi od drugiego Anioła, Lilith. Właściwym celem ich pancerza jest kontrola ich ruchów, jednak może on służyć również jako warstwa ochronna. Tylko jednostka 01 posiada ludzką duszę, która została w niej zamknięta. Pod koniec serialu, pokazane jest, że Dummy Plugi używane do autopilotowania Evangelionów są właściwie zrobione z klonów Rei Ayanami albo Kaworu Nagisy.

## Prototypowe/Testowe jednostki EVA

### Evangeliony pre-jednostki 00
Zostało zrobionych kilka prototypowych jednostek EVA, które okazały się niepowodzeniem. Można to zobaczyć na cmentarzu Evangelionów. Wszystkie miały pomarańczowy pancerz. Większość biologicznych części tych Evangelionów zgniło, a pozostała tylko głowa (maska) połączona z kręgosłupem i często niepełna liczba kończyn. Mają napisane na głowach dużymi czerwonymi literami „reject” (ang. odrzucono).

### Evangelion jednostka 00 (zerogōki)
Jednostka 00 to prototyp, pierwsza udana próba stworzenia Jednostki Eva. Jest ona pilotowana przez pierwsze dziecko, Rei Ayanami. Projekt głowy jest podobny do głów pre-jednostek.
Jednostka ta była najpierw pomalowana na pomarańczowo, ale po uszkodzeniach jakich doznała w walce z piątym Aniołem Ramielem, pancerz został wymieniony na niebieski, dokonano także innych modyfikacji aby lepiej przystosować jednostkę do walki (w mandze jednostka zachowuje pomarańczowy pancerz). Zostały dodane także wystające części na barkach Evy; podobne do tych jakie posiadają Jednostki 01 i 02. Wyróżniające się cechy to jedno oko pośrodku głowy poniżej dwóch anten radiowych. Dwa razy jednostka weszła w tryb berserk, rzucając się na ludzi uważanych za wrogów Naoko Akagi, co wywołało powstanie teorii wśród fanów, że to jej dusza została umieszczona w Evie po jej samobójstwie. Są też dowody, które mogą wskazywać na to że dusza znajdująca się w Jednostce 00 to dusza Rei I. Jednostka została zniszczona przez Rei w próbie zniszczenia szesnastego Anioła, Armisaela.

### Evangelion jednostka 01 (shogōki)
Budowa jednostki rozpoczęła się w trzecim oddziale Laboratorium Sztucznej Ewolucji GEHIRNu, w Hakone między 2003 a 2004 rokiem. Eva stała się funkcjonalna w 2014 roku. Jest ona pilotowana przez Ikari'ego Shinji (z Ayanami Rei lub Dummy Plugiem Rei jako pilotami zapasowymi). Wpadała czasem w szał bojowy (zwany „berserkiem”) i działała bez źródła energii i instrukcji pilota. Eva podejmowała także niezależnie działania mające chronić pilota. Dusza tej jednostki, Yui Ikari (matki Shinji'ego), wydaje się odpowiedzialna za tego typu działania.
Jednostka 01 jest nazywana jednostką testową prawdopodobnie dlatego, że została zrobiona w eksperymentalny sposób: pomimo że Jednostka 01 wygląda jakby pochodziła od Adama – tak jak wszystkie inne Evangeliony, narodziła się ona, jednak z drugiego Anioła, Lilith. Po zniszczeniu czternastego Anioła, Zeruela, zaczęła go pożerać i wchłonęła jego Moduł S², stając się pierwszą fizycznie kompletną jednostką EVA.
Pancerz Jednostki 01 jest fioletowy z niektórymi częściami pomalowanymi na jasny zielony, jasny niebieski, pomarańczowy oraz czarny; ma on prawdopodobnie mocniejszą budowę od innych jednostek i jest zdolny wytrzymywać większe uszkodzenia, co podkreśla ważność tej jednostki w serii.

## Produkcyjne Jednostki EVA

### Evangelion jednostka 02 (nigōki)
Jednostka 02 jest pilotowana przez Asukę Langley Sohryu i jest pierwszą jednostką przeznaczoną specjalnie do walki; jest to pierwszy Model Produkcyjny, zbudowany przez niemiecki oddział NERVu. Może być uważany za najbardziej stabilny Evangelion, ponieważ tylko raz wpada w szał, zaraz przed zniszczeniem. Jednostka jest pomalowana na czerwono, ma dwie pary oczu. Domyślnym językiem sterowania Evangeliona jest język niemiecki. Posiada duszę matki Asuki, czy też raczej, jak twierdzą niektóre teorie, jedynie jej część – co tłumaczyłoby fakt, iż kobieta żyła dalej po wchłonięciu duszy przez Evę, oraz dawałoby źródło dla jej choroby psychicznej jako osoba posiadająca tylko część duszy, nie mogła funkcjonować normalnie. Jednostka 02 posiada inny typ noża progresywnego niż inne jednostki Eva. Evangelion ten ma niebieską krew, co po raz pierwszy można zobaczyć gdy czternasty Anioł, Zeruel, odcina mu ręce. Jednostka 02 zostaje całkowicie zniszczona przez Evangeliony Seryjnej Produkcji. Asuka była ciągle zsynchronizowana z jednostką, więc odczuwała ogromny ból.

### Evangelion jednostka 03 (sangōki)
Zbudowana w Stanach Zjednoczonych przez drugi oddział NERVu, Jednostka 03 jest jedną z dwóch jednostek wykonanych według Drugiego Modelu Produkcji. Zostało dokonanych kilka małych zmian pomiędzy dwoma Modelami Produkcji. Kolor jednostki 03 jest unikatowy, o wiele ciemniejszy od innych jednostek. Ma głowę o dziwnym kształcie i wysuniętą brodę. Pilot tej jednostki to Toji Suzuhara. Jednostka ta została opanowana przez trzynastego Anioła, Bardiela. Jako Bardiel, Evangelion został całkowicie zniszczony przez Jednostkę 01, która była wtedy pod kontrolą Systemu Dummy Plug, symulującego Rei jako pilota.

### Evangelion jednostka 04 (yongōki)
Chociaż Jednostka 04 nigdy nie pojawia się w serii, gra ważną rolę w fabule. Tak jak Jednostka 03, Evangelion ten został zbudowany przez Drugi Oddział w Nevadzie i został użyty w celu eksperymentu z Modułem S². Silnik S² został prawdopodobnie wzięty z czwartego Anioła, Shamshela. Jednostka 04 została zniszczona razem z całym Drugim Oddziałem i wszystkim co znajdowało się w promieniu 89 km od miejsca zdarzenia. Powody tej katastrofy pozostały niewyjaśnione. NERV zdołał tylko ustalić, że wybuch nastąpił po aktywacji Silnika S². Jedna z teorii na temat zniszczenia Jednostki 04, zasugerowana przez Ritsuko Akagi, to że Moduł S² otworzył Morze Diraca podobne do tego, które pojawiło się przy dwunastym Aniele, Lelielu. Projekt Jednostki 04 jest taki sam jak Jednostki 03. Według materiałów Gainaksa, jednostka ta miała srebrny kolor, z czarnymi i czerwonymi częściami.

### Evangeliony seryjnej produkcji
Te jednostki pojawiają się w The End of Evangelion. Wyprodukowane zostały przez siedem różnych oddziałów NERVu z całego świata, prawdopodobnie w Niemczech (Trzeci Oddział), USA (Pierwszy Oddział, Massachusetts), Japonii (Matsushiro), Wielkiej Brytanii, Francji, Rosji i w Chinach. SEELE poleciła wyprodukowanie ich na potrzeby zapasowego planu inicjacji Dopełnienia. Te Evy nie posiadają prawdziwych pilotów; są one kontrolowane bezpośrednio przez SELLE z użyciem Dummy Plugów Kaworu Nagisy.
Ich budowa różni się od pozostałych jednostek. Są one węższe w klatce i barkach ale szersze w biodrach. Jednak największa różnica to głowa: nie przypomina głowy człowieka, jest bardzo wydłużona. Długa prawie na całą głowę szczęka ma czerwone, umięśnione wargi; Evy posiadają pokryte metalem zęby i duży szary język. Nie mają widocznych oczu.
Każda jednostka posiada Silnik S², który zapewnia im całkowitą mobilność (nie są uzależnione od żadnych kabli). Są wyposażone w duże, mechaniczne skrzydła. Ich podstawowa broń przypomina złączone ze sobą ostrza dwóch szabli, z otworem do trzymania pośrodku. Bronie te są jednak replikami Włóczni Longinusa i mają możliwość zmiany kształtu – we włócznię oraz wspomniane wcześniej dwuręczne ostrze.
W filmie End of Evangelion, podczas przeprowadzania Dopełnienia, Evangeliony te formują Drzewo Sefiry (składające się z dziesięciu okręgów), z Jednostką 01 pośrodku, na miejscu Tiferet – Sefiry piękna (W filmie drzewo jest odwrócone). Eva-01 Shinji'ego może być reprezentacją Jezusa (W chrześcijańskiej kabale Tiferet jest mocno powiązany z osobą Jezusa), przywódcy nowego porządku, albo Judasza, który odrzucił wieczny raj.

## Rebuild of Evangelion
W drugiej części tetralogii Rebuild of Evangelion, EVANGELION: 2.0 You Can (Not) Advance zaprezentowane zostały nowe modele Evangelionów:

### Evangelion jednostka prowizoryczna 05 (gogōki)
Jednostka po raz pierwszy zaprezentowana w zapowiedzi drugiej części Rebuild of Evangelion, znacznie różniąca się budową od pozostałych. Korpus jednostki jest organiczny, zaś kończyny zastąpione zostały częściami mechanicznymi; prawe oraz lewe ramię to wysięgniki podobne do tych, znajdujących się w koparce. W miejscu prawej dłoni znajduje się czarna lanca, w lewej chwytak podobny do szczypiec. Evangelion ten, w miejscu nóg posiada cztery mechaniczne odnóża zakończone walcowatymi gąsielnicami. W razie potrzeby jednostka może poruszać się wykorzystując napęd gąsielnicowy lub całe odnóża. Jednostka tak jak pozostałe, posiada ograniczniki – zakończone są one pantografami dzięki którym pobierane jest zasilanie.
Pancerz korpusu jest barwy srebrnej i żółtej, zaś odnóża są barwy zielonej.
Evangelion ten, na plakacie promocyjnym EVANGELION:2.0 You Can (Not) Advance został opisany jako: „Specialized Seal-Guarding Limited Use Weapon: Artificial Human Evangelion: Local Specifications Model 05” (封印監視特化型限定兵器　人造人間エヴァンゲリオン　局地仕様 仮設５号機).
Jednostka pilotowana jest przez Mari Illustrious Makinami.

### Evangelion jednostka 06 / Mark.06 (rokugōki)
Jednostka została po raz pierwszy zaprezentowana pod koniec pierwszej części Rebuild of Evangelion, gdy widzimy Kaworu Nagise, wyłaniającego się z sarkofagu na powierzchni Księżyca (jednostka znajduje się w pokrowcu przypominającym Lilith widzianą w oryginalnej serii), oraz w zapowiedzi drugiej części. Jednostka tak jak pozostałe posiada organiczne kończyny. Jej głowa w budowie przypomina tę znajdującą się w jednostce 01 (wraz z rogiem), jednak zamiast oczu posiada wizjer w kolorze czerwonym. Pancerz jest barwy czarnej z ciemnoszarymi akcentami na klatce piersiowej oraz ramionach. Istotnym elementem wyróżniającym tę jednostkę od innych, jest aureola.
Evangelion ten, zbudowany został w całości przez SEELE poza Ziemią. Jednostka została określona na plakacie promocyjnym jako „Mark.06”.
Jednostka pilotowana jest przez Kaworu Nagisę.